# Китайське національне шосе 302
Китайське національне шосе 302 (G302) пролягає від Хуньчуня в Цзіліні до Улан-Хото у Внутрішній Монголії. Має 1,028 км довжиною.

## Маршрут і відстань
| Маршрут і відстань |                |
| \| Місто \| Відстань (км) \| \| ---------------------------- \| -------------- \| \| Хуньчунь, Цзілінь \| 0 \| \| Тумень, Цзілінь \| 64 \| \| Яньцзи, Цзілінь \| 110 \| \| Повіт Анту, Цзілінь \| 184 \| \| Дуньхуа, Цзілінь \| 249 \| \| Цзяохе, Цзілінь \| 358 \| \| Місто Цзілінь, Цзілінь \| 466 \| \| Чанчунь, Цзілінь \| 585 \| \| Нон'ан, Цзілінь \| 649 \| \| Цянь Горлос, Цзілінь \| 740 \| \| Даань, Цзілінь \| 806 \| \| Байчен, Цзілінь \| 941 \| \| Улан Хот, Внутрішня Монголія \| 1,028 кілометр \| |                |
| Місто | Відстань (км)  |
| Хуньчунь, Цзілінь | 0              |
| Тумень, Цзілінь | 64             |
| Яньцзи, Цзілінь | 110            |
| Повіт Анту, Цзілінь | 184            |
| Дуньхуа, Цзілінь | 249            |
| Цзяохе, Цзілінь | 358            |
| Місто Цзілінь, Цзілінь | 466            |
| Чанчунь, Цзілінь | 585            |
| Нон'ан, Цзілінь | 649            |
| Цянь Горлос, Цзілінь | 740            |
| Даань, Цзілінь | 806            |
| Байчен, Цзілінь | 941            |
| Улан Хот, Внутрішня Монголія | 1,028 кілометр |